# 吴中英 (1922年)
吴中英（1922年—2013年），男，上海人，中国防空导弹及自动驾驶仪技术专家，曾任第七机械工业部第二研究院第22研究所所长。